# Langues en Hongrie
La langue officielle en Hongrie est le hongrois.
Selon le recensement du pays de 2011, 99,6 % de la population parle le hongrois dont 98,9 % en tant que langue maternelle, une langue finno-ougrienne complètement différente des langues des pays voisins.

## Statistiques

### Connaissance des langues
| Langue                   | Connaissance # | C. %   | Maternelle # | M. %   | Non Maternelle # | NM. %   | PP     |
| ------------------------ | -------------- | ------ | ------------ | ------ | ---------------- | ------- | ------ |
| Hongrois                 | 9 896 333      | 99,58  | 9 827 875    | 98,90  | 68 458           | 0,69 %  | - 0,33 |
| Anglais                  | 1 589 180      | 15,99  | 232 873      | 2,34   | 1 356 307        | 13,65 % | + 4,42 |
| Allemand                 | 1 111 997      | 11,19  | 188 574      | 1,90   | 923 423          | 9,29 %  | - 0,09 |
| Russe                    | 158 497        | 1,59   | 27 959       | 0,28   | 130 538          | 1,31 %  | - 0,48 |
| Roumain                  | 128 852        | 1,30   | 38 119       | 0,38   | 90 733           | 0,91 %  | + 0,11 |
| Français                 | 117 121        | 1,18   | 18 943       | 0,19   | 98 178           | 0,99 %  | - 0,08 |
| Romani                   | 87 549         | 0,88   | 60 126       | 0,61   | 27 423           | 0,28 %  | + 0,03 |
| Italien                  | 80 837         | 0,81   | 13 550       | 0,14   | 67 287           | 0,68 %  | + 0,11 |
| Espagnol                 | 49 618         | 0,50   | 9 543        | 0,10   | 40 075           | 0,40 %  | + 0,18 |
| Slovaque                 | 44 147         | 0,44   | 14 605       | 0,15   | 29 542           | 0,30 %  | - 0,16 |
| Croate                   | 36 296         | 0,37   | 17 237       | 0,17   | 19 059           | 0,19 %  | - 0,07 |
| Serbe                    | 28 707         | 0,29   | 11 258       | 0,11   | 17 449           | 0,18 %  | - 0,02 |
| Ukrainien                | 21 218         | 0,21   | 10 739       | 0,11   | 10 479           | 0,11 %  | + 0,02 |
| Latin                    | 12 372         | 0,12   | 1 416        | 0,01   | 10 956           | 0,11 %  | - 0,08 |
| Chinois                  | 12 163         | 0,12   | 10 554       | 0,11   | 1 609            | 0,02 %  | - 0,02 |
| Polonais                 | 11 127         | 0,11   | 4 450        | 0,04   | 6 677            | 0,07 %  | - 0,01 |
| Arabe                    | 9 295          | 0,09   | 6 129        | 0,06   | 3 166            | 0,03 %  | + 0,01 |
| Néerlandais              | 8 659          | 0,09   | 3 453        | 0,03   | 5 206            | 0,05 %  | - 0,00 |
| Espéranto                | 8 397          | 0,08   | 985          | 0,01   | 7 412            | 0,07 %  | + 0,03 |
| Japonais                 | 5 391          | 0,05   | 1 886        | 0,02   | 3 505            | 0,04 %  | + 0,02 |
| Total réponses multiples | 13 417 756     | 135,02 | 10 500 274   | 105,66 | 2 917 482        | 29,36 % | + 3,59 |
| Total individus          | 9 937 628      | 100,00 | 9 937 628    | 100,00 | 2 220 807        | 22,35 % | + 3,14 |

### Langues étrangères les plus étudiées
Les langues étrangères les plus étudiées en pourcentage d’élèves qui les apprennent dans l’enseignement secondaire inférieur (CITE 2) en 2009/2010 sont les suivantes, :
| Rang | Langue   | %      |
| ---- | -------- | ------ |
| 1    | Anglais  | 58,1 % |
| 2    | Allemand | 35,2 % |
| 3    | Slovaque | 0,8 %  |
| 4    | Français | 0,5 %  |
| -    | Espagnol | 0,1 %  |
| -    | Russe    | 0,1 %  |

Les langues étrangères les plus étudiées en pourcentage d’élèves qui les apprennent dans l’enseignement secondaire supérieur (CITE 3) d’orientation générale et préprofessionnelle/professionnelle en 2009/2010 sont les suivantes :
| Langue | %        |        |
| ------ | -------- | ------ |
| 1      | Anglais  | 66,4 % |
| 2      | Allemand | 43,1 % |
| 3      | Français | 4,7 %  |
| 4      | Italien  | 3,0 %  |
| -      | Espagnol | 1,8 %  |
| -      | Russe    | 0,5 %  |

Les pourcentages d'élèves étudiant l'anglais, le français, l'allemand, l'espagnol et le russe dans l’enseignement secondaire supérieur (niveau CITE 3) d’orientation générale en 2009/2010 sont les suivants :
| Langue | %        |             |
| ------ | -------- | ----------- |
| -      | Anglais  | 76,5 %      |
| -      | Allemand | 45,4 %      |
| -      | Français | 6,1 %       |
| -      | Italien  | 0,0 à 4,1 % |
| -      | Espagnol | 2,4 %       |
| -      | Russe    | 0,7 %       |

Les pourcentages d'élèves étudiant l'anglais, le français, l'allemand, l'espagnol et le russe dans l’enseignement secondaire supérieur (niveau CITE 3) d’orientation préprofessionnelle/professionnelle en 2009/2010 sont les suivants :
| Langue | %        |              |
| ------ | -------- | ------------ |
| -      | Anglais  | 37,3 %       |
| -      | Allemand | 36,4 %       |
| -      | Français | 0,5 %        |
| -      | Italien  | 0,0 à 11,7 % |
| -      | Russe    | 0,1 %        |
| -      | Espagnol | 0,0 %        |

## Hongrois
Depuis le Moyen Âge, la Hongrie possède un rôle influent dans l’histoire artistique, culturelle, intellectuelle et politique de nombreux pays d'Europe centrale. En particulier, les anciennes possessions du Royaume de Hongrie (Slovaquie, Transylvanie et Croatie notamment) perpétuent encore des traditions administratives et juridiques héritées de l'État hongrois (le système de comitat notamment). Le renouveau linguistique (Nyelvújítás) initié à la fin du XVIIIe siècle puis le mouvement nationaliste hongrois du XIXe siècle participent à une offensive culturelle contre l'allemand, alors langue de l'élite politique hongroise et de la Cour impériale. Cette offensive s'accompagne d'une politique de magyarisation très forte auprès des Slovaques, Roumains et Croates vivant dans le royaume. Celle-ci échoue définitivement lorsque l'ancien Royaume de Hongrie est disloqué à la suite du traité de Trianon en 1920.
Par la suite, la diffusion du hongrois hors des frontières nationales est assurée par la diaspora hongroise et l'appui financier et logistique de l'État hongrois en direction des Magyars d'outre-frontières. La diplomatie culturelle et linguistique hongroise est mise en œuvre par le biais de l'Institut Balassi et l'ensemble du réseau des instituts culturels hongrois présents partout dans le monde. Dans la région du bassin des Carpates, de nombreuses associations participent à la scolarisation en hongrois des minorités magyarophones, spécifiquement les Csángós, dont la langue hongroise archaïque est menacée par la progression du roumain comme langue de socialisation. La chaîne Duna Televízió est la tête de pont internationale de la magyarophonie dans le monde.
La langue hongroise est également le prétexte pour de nombreuses formes de coopérations interculturelles avec des pays ou des collectivités territoriales de pays de langues finno-ougriennes. Ainsi, la Hongrie entretient des relations privilégiées avec la Finlande, l'Estonie et le district autonome des Khantys-Mansis, notamment grâce à l'action scientifique de l'Académie hongroise des sciences, membre fondatrice du Congrès international finno-ougrien.
La Hongrie est un pays observateur au sein de l'Organisation internationale de la francophonie.